# Patrocle de Bourges
Pour les articles homonymes, voir Patrocle et Bourges.
Ne doit pas être confondu avec Patrocle d'Arles, ni Patrocle de Troyes.
Patrocle de Bourges (en latin : Patroclus), né dans les environs de Bourges vers 496 et mort en 576 à La Celle, est un ermite et un saint de l'Église catholique.

## Biographie
Sa vie a été racontée par Grégoire de Tours. Au XIIe siècle, les moines de Souvigny ont soutenu son culte, et il apparaît dans les bréviaires de Clermont au XVe siècle.
Né vers 496, Patrocle est voué dès son plus jeune âge à devenir berger, ce qu'il pratique jusqu'à l'âge de dix ans avant de rejoindre l'école et de mener des études brillantes. Il est même conduit auprès de Nunnion, dignitaire à la cour du roi Childebert Ier, fils de Clovis, qui apprécie ses dispositions à l'instruction et sa modestie.
Cependant, à la mort de son père, alors qu'il a une quarantaine d'années, il décide de revenir auprès de sa mère qui souhaite le voir se marier, mais il préfère s'approcher de l'évêque de Bourges, Arcade, pour lui demander d'entrer au service de l'Église. Devenu diacre, il néglige toutefois de partager ses repas avec les autres clercs préférant la prière, le jeûne et la lecture de la Bible. Réprimandé par l'évêque, il décide alors de suivre son chemin selon la volonté de Dieu.
Il se fixe à Néris-les-Bains où il passe une quinzaine d'années dans la solitude mais aussi à consolider le christianisme. Il élève un oratoire dédié à saint Martin. Mais il se sent appelé vers plus de méditation et d'érémitisme, quitte Néris, et s'installe dans un ermitage en forêt, non loin de l'actuelle commune de La Celle.
Sa réputation de sainteté se répand et attire des disciples ; il décide alors d'établir un monastère à quelques kilomètres de là. C'est autour de l'église que se développera la commune de Colombier. Il meurt en 576, octogénaire, et est enterré dans l'église de Colombier, où ses reliques sont toujours conservées dans une châsse.

## Culte
Le tombeau de saint Patrocle devint rapidement le centre d'un pèlerinage qui attirait de nombreux fidèles venus du Bourbonnais et du Berry, mais aussi de la Marche et du Limousin. Divers miracles lui furent attribués, comme celui du jaillissement de la fontaine Saint-Patrocle, située non loin de l'église.
Richard II, archevêque de Bourges, fit exhumer son corps le 9 octobre 1076 et autorisa son culte.
Il y avait dans les derniers siècles deux pèlerinages annuels, le 9 octobre (avec veillée le 8) et le 18 novembre. Ces pèlerinages semblent être tombés en désuétude dans le courant du XXe siècle, mais plus récemment la tradition a été reprise sous la forme d'une procession le dernier dimanche de juillet.
D'environ 6,5 km, elle part de l'église de La Celle et aboutit à Colombier, où une messe est célébrée à l'église Saint-Patrocle ; enfin, la procession reprend pour mener les reliques du saint jusqu'à la fontaine.
Sa fête a été fixée au 18 novembre, sans doute à l'anniversaire de sa mort, dans le propre du diocèse de Moulins.
Les églises de Colombier et de La Celle lui sont dédiées, mais aussi celle de Vitrac (Puy-de-Dôme), dans la proche Combraille auvergnate. Une église qui précéda au Moyen Âge l'actuelle église Saint-Eutrope de Clermont-Ferrand était sous le vocable de saint Patrocle.
Saint Patrocle était considéré comme un protecteur du bétail. Sa statue dans l'église de Colombier le représente avec une vache à ses pieds.
Du XVIIe au XIXe siècle, le prénom de Patrocle était fréquemment donné aux garçons dans la Combraille bourbonnaise, autour de Colombier.